# El vídeo Jesús
El vídeo Jesús es una novela del escritor alemán Andreas Eschbach, que fue adaptado a la televisión en el año 2002. 

## Sinopsis
Stephen Foxx, un arqueólogo aficionado, participa como voluntario en una excavación cerca de Jerusalén y encuentra una tumba del siglo I con un contenido sorprendente: el esqueleto de un hombre de nuestros días, y a su lado, el manual de instrucciones de una cámara de vídeo que aún no se ha fabricado. La conclusión resulta espeluznante: en el futuro, un viajero en el tiempo se desplazará a la época del Nuevo Testamento con una cámara de vídeo para filmar.
La posibilidad de encontrar en algún lugar una cámara con una grabación donde se revela la verdad de quien fue  Jesús de Nazaret escondida desde hace dos mil años desata feroces intrigas para hacerse con el vídeo a toda costa.

## Adaptación
Das Jesus Video se estrenó en la cadena de televisión alemana ProSieben el 5 de diciembre de 2002. Un año después obtuvo el GTA, German Television Award, el galardón más prestigioso de la comunicación audiovisual germana.
La historia original de Eschbach ha dado la vuelta al mundo en la pequeña pantalla. En España se ha emitido bajo el título El enigma de Jerusalén. En su último pase, el domingo 18 de febrero de 2007, Antena 3 consiguió 2.533.000 espectadores, con una cuota de pantalla del 18,9 por ciento.[cita requerida]. El sorprendente desenlace de El vídeo Jesús cautivó incluso a los habituales seguidores de la ficción nacional Aída, en Telecinco.
En Hispanoamérica fue presentada como La reliquia del futuro.
La 1 rescató para la Semana Santa de 2014 dicha película en viernes, obtuvo un resultado pésimo, 11,3% y poco más de un millón.